# La Bolsa, Hidalgo
La Bolsa är en ort i Mexiko.   Den ligger i kommunen Huasca de Ocampo och delstaten Hidalgo, i den sydöstra delen av landet, 110 km nordost om huvudstaden Mexico City. La Bolsa ligger 2 090 meter över havet och antalet invånare är 106.
Terrängen runt La Bolsa är kuperad. Runt La Bolsa är det ganska tätbefolkat, med 93 invånare per kvadratkilometer. Närmaste större samhälle är Mineral del Monte, 14,5 km sydväst om La Bolsa. I omgivningarna runt La Bolsa växer i huvudsak blandskog.